# Лепёшкин, Владимир Васильевич
Владимир Васильевич Лепёшкин (12 (24) августа 1876, Москва — 1956, Бетесда) — русский ботаник, биохимик, невозвращенец.

## Биография
Окончил реальное училище в Москве, затем химическое отделение Петербургского технологического института (1898). Был оставлен ассистентом при ботаническом кабинете. Осенью 1899 года командирован за границу для изучения физиологии растений у В. Пфеффера (Лейпциг) и Доделя-Порта (Цюрих), микробиологии у А. Фишера (Лейпциг) и Йоренса (Копенгаген).
В 1901 году получил степень доктора философии в Цюрихском университете.
По возвращении преподавал в Петербургском технологическом институте, читал курсы технической микробиологии и химии углеводов и белковых веществ.
В 1902 году по представлению И. П. Бородина, А. С. Фаминцына и М. С. Воронина избран в действительные члены Санкт-Петербургского общества естествоиспытателей по отделению ботаники.
Работал в Ботанической лаборатории Академии наук под руководством А. С. Фаминцына.
В 1904 году защитил магистерскую диссертацию в Варшавском университете.
В летнее время 1904—1908 гг. выезжал в научные командировки за границу на средства Министерства просвещения, стажировался в лабораториях Шульце (Цюрих), Тамманна, Долецалека (Геттинген), Э.Фишера (Берлин). В 1904 году работал на Бородинской биологической станции в Бологом.
С 1 января 1906 года — приват-доцент Санкт-Петербургского университета по кафедре ботаники.
В 1909 году защитил в Московском университете диссертацию доктора ботаники.
В августе 1910 года избран профессором кафедры ботаники Казанского университета. В декабре 1910 года избран действительным членом Общества естествоиспытателей при Казанском университете (в 1914—1921 гг. — вице-президент).
В сентябре 1921 года утверждён профессором медицинского факультета вновь созданного Белорусского государственного университета в Минске.
В апреле 1922 года ходатайствовал о заграничной командировке сроком на четыре месяца. В сентябре 1922 года был командирован в Германию на три месяца для окончания научных работ. Впоследствии из командировки не вернулся.

## Эмиграция
С октября 1923 года преподаёт в Русском народном университете (РНУ) в Праге. С 1925 года — председатель Отделения естественных и прикладных наук РНУ (сменил на этом посту М. М. Новикова).
Летом 1927 года выехал в США. Работал в университетах, выступал с публичными лекциями. С 1928 года — заведующий биохимической лабораторией в The Desert Sanatorium and Institut of Research в Тусоне. От И. П. Бородина получил совет не возвращаться в СССР.
Летом 1933 года возвращается в Европу. Некоторое время живёт в Барселоне, затем переезжает в Вену, работает в Физиологическом институте медицинского факультета университета.
В 1938—1939 гг. путешествует по Югославии, работает в Загребе. Затем возвращается в Вену, где работает до 1944 года.
С 1947 года — снова в США, работает в военно-морском институте в штате Мэриленд.

## Научные труды
- «Die Bedeutung der Wasser absordernden Organe fur die Pflanzen» («Flora», 1902);
- «Исследование над выделением водных растворов растениями» («Записки Академии Наук», 1904; магистерская диссертация);
- «Исследования над осмотическими свойствами и тургором растительных клеток» («Записки Академии Наук», 1907; докторская диссертация);
- «К вопросу о механизме вариационных движений» («Известия Академии Наук», 1908);
- «Zur Kenntniss d. Plasmomembran» («Berichte bot. Ges.», 1910);
- «О живом и мертвом» («Известия Казанского Университета», 1910);
- «Zur Kenntniss d. Todesursache» («Ber. bot. Ges.», 1912);
- «Zur Kenntniss der Einwirkung supramaximalen Temperaturen» («Ber. bot. Ges.», 1912);
- «Курс физиологии растений» (1912—1914);
- «Lehrbuch der Pflanzenphysiologie auf physikalisch-chemischer Grundlage» (1925);
- «Kolloidchemie des Protoplasmas» (1926).